# Leer
Leer (Ostfriesland) è una città di 35 078 abitanti, nella Bassa Sassonia, in Germania.
È il capoluogo del circondario (Landkreis) omonimo (targa LER).
Leer si fregia del titolo di "Comune indipendente" (Selbständige Gemeinde).

## Monumenti e luoghi d'interesse

### Architetture civili
- Evenburg, castello nella frazione di Loga della metà del XVII secolo[3][4][5]

## Cultura

### Media
Leer è la principale location della serie televisiva poliziesca Friesland, in onda dal 2014 sull'emittente ZDF.